# Wierren
Wierren (Fries: Wieren) is een buurtschap in de gemeente Smallingerland, in de Nederlandse provincie Friesland. De buurtschap ligt ten noorden van Nijega, tussen de Tieke en Iniaheide, direct ten westen van de de Centrale As (N356). Wierren ligt in Polder De Wieren.
Wierren bestaat anno 2018 uit een drietal huizen die aan de gelijknamige weg zijn gelegen.  De polder lag tussen de Polderdyk en wat later de Waldwei is geworden. De oudste vermelding is als een veldnaam in 1700, als De Wierren.
Steden, dorpen en gehuchten: Boornbergum · De Tike · De Veenhoop · De Wilgen · Drachten · Drachtstercompagnie · Goëngahuizen · Houtigehage · Kortehemmen · Nijega · Opeinde · Oudega · Rottevalle · Smalle Ee

Buurtschappen: Buitenstverlaat · De Gaasten · De Kooi · Egbertsgaasten · Hooidammen · Luchtenveld · Middelburen · Noorderend · Opperburen · Siteburen · Uiteinde · Wierren · Zandburen · Zuidereind 

Friesland: Steden en dorpen      Nederland: Provincies · Gemeenten